# Morelia mippughae
Morelia mippughae är en ormart som beskrevs av Hoser 2003. Morelia mippughae ingår i släktet Morelia och familjen Pythonidae. Inga underarter finns listade i Catalogue of Life.
The Reptile Database godkänner Morelia mippughae inte som art. Den listas istället som synonym till rutpyton (Morelia spilota) eller till Morelia imbricata. Populationen som ursprunglig beskrevs som Morelia mippughae lever i bergstrakten Flinders Ranges i South Australia.